# مارکو آرناتوویج
مارکو آرناتوویچ (آلمانی: Marko Arnautović؛ زادهٔ ۱۹ آوریل ۱۹۸۹) بازیکن فوتبال اهل اتریش است که در پست مهاجم برای باشگاه فوتبال ستاره سرخ بلگراد بازی می‌کند.

## افتخارات

### باشگاهی
اینتر میلان
- سری آ(۲): ۱۰–۲۰۰۹، ۲۴–۲۰۲۳
- جام حذفی فوتبال ایتالیا(۱): ۱۰–۲۰۰۹
- سوپرجام فوتبال ایتالیا(۱): ۲۰۲۳
- لیگ قهرمانان اروپا(۱): ۱۰–۲۰۰۹
  - ۲۵–۲۰۲۴ (نایب‌قهرمان)

### شخصی
- بازیکن سال وستهام یونایتد(۱): ۱۸–۲۰۱۷
- بهترین بازیکن سال اتریش(۱): ۲۰۱۸

## آمار ملی

### بازی‌های ملی
تا تاریخ ۱۱ ژوئن ۲۰۲۵
| اتریش | اتریش | اتریش | اتریش  |
| سال   | بازی  | گل    | پاس گل |
| ----- | ----- | ----- | ------ |
| ۲۰۰۸  | ۳     | ۰     | ۰      |
| ۲۰۰۹  | ۲     | ۰     | ۰      |
| ۲۰۱۰  | ۳     | ۳     | ۱      |
| ۲۰۱۱  | ۸     | ۲     | ۱      |
| ۲۰۱۲  | ۷     | ۲     | ۳      |
| ۲۰۱۳  | ۹     | ۰     | ۱      |
| ۲۰۱۴  | ۸     | ۰     | ۳      |
| ۲۰۱۵  | ۸     | ۳     | ۱      |
| ۲۰۱۶  | ۱۲    | ۳     | ۳      |
| ۲۰۱۷  | ۷     | ۳     | ۱      |
| ۲۰۱۸  | ۱۰    | ۴     | ۴      |
| ۲۰۱۹  | ۸     | ۶     | ۲      |
| ۲۰۲۰  | ۲     | ۰     | ۲      |
| ۲۰۲۱  | ۹     | ۶     | ۲      |
| ۲۰۲۲  | ۱۰    | ۲     | ۲      |
| ۲۰۲۳  | ۵     | ۲     | ۰      |
| ۲۰۲۴  | ۱۰    | ۳     | ۰      |
| ۲۰۲۵  | ۳     | ۲     | ۰      |
| مجموع | ۱۲۵   | ۴۱    | ۲۶     |

### گل‌های ملی
| شماره | تاریخ           | میزبان     | بازی ملی | حریف         | نتیجه | رقابت                         |
| ----- | --------------- | ---------- | -------- | ------------ | ----- | ----------------------------- |
| ۱     | ۸ اکتبر ۲۰۱۰    | وین        | ۶        | آذربایجان    | ۳–۰   | مقدماتی جام ملت‌های اروپا ۲۰۱۲ |
| ۲     | ۸ اکتبر ۲۰۱۰    | وین        | ۶        | آذربایجان    | ۳–۰   | مقدماتی جام ملت‌های اروپا ۲۰۱۲ |
| ۳     | ۱۲ اکتبر ۲۰۱۰   | بروکسل     | ۷        | بلژیک        | ۴–۴   | مقدماتی جام ملت‌های اروپا ۲۰۱۲ |
| ۴     | ۹ فوریه ۲۰۱۱    | آیندهوون   | ۹        | هلند         | ۲–۳   | مقدماتی جام ملت‌های اروپا ۲۰۱۲ |
| ۵     | ۲ سپتامبر ۲۰۱۱  | گلزنکیرشن  | ۱۲       | آلمان        | ۲–۶   | مقدماتی جام ملت‌های اروپا ۲۰۱۲ |
| ۶     | ۱ ژوئن ۲۰۱۲     | اینسبروک   | ۱۸       | اوکراین      | ۳–۲   | دوستانه                       |
| ۷     | ۱ ژوئن ۲۰۱۲     | اینسبروک   | ۱۸       | اوکراین      | ۳–۲   | دوستانه                       |
| ۸     | ۲۷ مارس ۲۰۱۵    | فادوتس     | ۴۱       | لیختن‌اشتاین  | ۵–۰   | مقدماتی جام ملت‌های اروپا ۲۰۱۶ |
| ۹     | ۹ اکتبر ۲۰۱۵    | پودگوریتسا | ۴۶       | مونته‌نگرو    | ۳–۲   | مقدماتی جام ملت‌های اروپا ۲۰۱۶ |
| ۱۰    | ۱۲ اکتبر ۲۰۱۵   | وین        | ۴۷       | لیختن‌اشتاین  | ۳–۰   | مقدماتی جام ملت‌های اروپا ۲۰۱۶ |
| ۱۱    | ۳۱ مه ۲۰۱۶      | کلاگن فورت | ۵۱       | مالت         | ۲–۱   | دوستانه                       |
| ۱۲    | ۶ اکتبر ۲۰۱۶    | وین        | ۵۷       | ولز          | ۲–۲   | مقدماتی جام جهانی ۲۰۲۲        |
| ۱۳    | ۶ اکتبر ۲۰۱۶    | وین        | ۵۷       | ولز          | ۲–۲   | مقدماتی جام جهانی ۲۰۱۸        |
| ۱۴    | ۲۴ مارس ۲۰۱۷    | وین        | ۶۱       | مولداوی      | ۲–۰   | مقدماتی جام جهانی ۲۰۱۸        |
| ۱۵    | ۲۸ مارس ۲۰۱۷    | اینسبروک   | ۶۲       | فنلاند       | ۱–۱   | دوستانه                       |
| ۱۶    | ۶ اکتبر ۲۰۱۷    | وین        | ۶۵       | صربستان      | ۳–۲   | دوستانه                       |
| ۱۷    | ۲۳ مارس ۲۰۱۸    | کلاگن فورت | ۶۸       | اسلوونی      | ۳–۰   | دوستانه                       |
| ۱۸    | ۲۳ مارس ۲۰۱۸    | کلاگن فورت | ۶۸       | اسلوونی      | ۳–۰   | دوستانه                       |
| ۱۹    | ۲۷ مارس ۲۰۱۸    | لوکزامبورگ | ۶۹       | لوکزامبورگ   | ۴–۰   | دوستانه                       |
| ۲۰    | ۱۲ اکتبر ۲۰۱۸   | وین        | ۷۵       | ایرلند شمالی | ۱–۰   | لیگ ملت‌های اروپا ۱۹–۲۰۱۸      |
| ۲۱    | ۲۴ مارس ۲۰۱۹    | حیفا       | ۷۹       | اسرائیل      | ۲–۴   | مقدماتی جام ملت‌های اروپا ۲۰۲۰ |
| ۲۲    | ۲۴ مارس ۲۰۱۹    | حیفا       | ۷۹       | اسرائیل      | ۲–۴   | مقدماتی جام ملت‌های اروپا ۲۰۲۰ |
| ۲۳    | ۱۰ ژوئن ۲۰۱۹    | اسکوپیه    | ۸۱       | مقدونیه      | ۴–۱   | مقدماتی جام ملت‌های اروپا ۲۰۲۰ |
| ۲۴    | ۱۰ ژوئن ۲۰۱۹    | اسکوپیه    | ۸۱       | مقدونیه      | ۴–۱   | مقدماتی جام ملت‌های اروپا ۲۰۲۰ |
| ۲۵    | ۶ سپتامبر ۲۰۱۹  | زالتسبورگ  | ۸۲       | لتونی        | ۶–۰   | مقدماتی جام ملت‌های اروپا ۲۰۲۰ |
| ۲۶    | ۶ سپتامبر ۲۰۱۹  | زالتسبورگ  | ۸۲       | لتونی        | ۶–۰   | مقدماتی جام ملت‌های اروپا ۲۰۲۰ |
| ۲۷    | ۱۳ ژوئن ۲۰۲۱    | بخارست     | ۸۹       | مقدونیه      | ۳–۱   | جام ملت‌های اروپا ۲۰۲۰         |
| ۲۸    | ۱ سپتامبر ۲۰۲۱  | کیشیناو    | ۹۲       | مولداوی      | ۲–۰   | مقدماتی جام جهانی ۲۰۲۲        |
| ۲۹    | ۴ سپتامبر ۲۰۲۱  | حیفا       | ۹۳       | اسرائیل      | ۲–۵   | مقدماتی جام جهانی ۲۰۲۲        |
| ۳۰    | ۱۲ نوامبر ۲۰۲۱  | کلاگن فورت | ۹۵       | اسرائیل      | ۴–۲   | مقدماتی جام جهانی ۲۰۲۲        |
| ۳۱    | ۱۵ نوامبر ۲۰۲۱  | کلاگن فورت | ۹۶       | مولداوی      | ۴–۱   | مقدماتی جام جهانی ۲۰۲۲        |
| ۳۲    | ۱۵ نوامبر ۲۰۲۱  | کلاگن فورت | ۹۶       | مولداوی      | ۴–۱   | مقدماتی جام جهانی ۲۰۲۲        |
| ۳۳    | ۳ ژوئن ۲۰۲۲     | اوسییک     | ۹۹       | کرواسی       | ۳–۰   | لیگ ملت‌های اروپا ۲۳–۲۰۲۲      |
| ۳۴    | ۱۶ نوامبر ۲۰۲۲  | مالاگا     | ۱۰۵      | آندورا       | ۱–۰   | دوستانه                       |
| ۳۵    | ۱۲ سپتامبر ۲۰۲۳ | سولنا      | ۱۱۰      | سوئد         | ۳–۱   | مقدماتی جام ملت‌های اروپا ۲۰۲۴ |
| ۳۶    | ۱۲ سپتامبر ۲۰۲۳ | سولنا      | ۱۱۰      | سوئد         | ۳–۱   | مقدماتی جام ملت‌های اروپا ۲۰۲۴ |
| ۳۷    | ۱۳ اکتبر ۲۰۲۴   | برلین      | ۱۱۴      | لهستان       | ۳–۱   | جام ملت های اروپا ۲۰۲۴        |
| ۳۸    | ۲۱ ژوئن ۲۰۲۴    | برلین      | ۱۲۰      | نروژ         | ۵–۱   | لیگ ملت‌های اروپا ۲۵–۲۰۲۴      |
| ۳۹    | ۲۱ ژوئن ۲۰۲۴    | لینز       | ۱۲۰      | نروژ         | ۵–۱   | لیگ ملت‌های اروپا ۲۵–۲۰۲۴      |
| ۴۰    | ۱۰ ژوئن ۲۰۲۵    | سان مارینو | ۱۲۵      | سان مارینو   | ۴–۰   | مقدماتی جام جهانی ۲۰۲۶        |
| ۴۱    | ۱۰ ژوئن ۲۰۲۵    | سان مارینو | ۱۲۵      | سان مارینو   | ۴–۰   | مقدماتی جام جهانی ۲۰۲۶        |